# Commonwealth Games 2010/Teilnehmer (Namibia)
| Gelbes Symbol für Goldmedaillen mit stilisierten Olympischen Ringen | Graues Symbol für Silbermedaillen mit stilisierten Olympischen Ringen | Braundes Symbol für Bronzemedaillen mit stilisierten Olympischen Ringen |
| ------------------------------------------------------------------- | --------------------------------------------------------------------- | ----------------------------------------------------------------------- |
| —                                                                   | 1                                                                     | 2                                                                       |

Bei den Commonwealth Games 2010 nahm Namibia mit 29 Athleten, darunter 8 Frauen und 21 Männer, teil.

## Medaillen

### Medaillenspiegel
| Rang   | Sportart       | Gold | Silber | Bronze | Gesamt |
| ------ | -------------- | ---- | ------ | ------ | ------ |
| 1      | Boxen          | –    | 1      | –      | 1      |
| 2      | Leichtathletik | –    | –      | 1      | 1      |
| 2      | Schießen       | –    | –      | 1      | 1      |
| Gesamt | Gesamt         | –    | 1      | 2      | 3      |

### Medaillengewinner
| Name/n         | Sportart       | Wettkampf       |
| -------------- | -------------- | --------------- |
| Silber         |                |                 |
| Jafet Uutoni   | Boxen          | bis 49 kg       |
| Bronze         |                |                 |
| Johanna Benson | Leichtathletik | 100 m (T37)     |
| Gaby Ahrens    | Schießen       | Schießen – Trap |

## Teilnehmer nach Sportarten

### Bogenschießen
| Athleten                                   | Wettbewerb        | Qualifikation   | Qualifikation | Halbfinale      | Halbfinale | Finale          | Finale |
| Athleten                                   | Wettbewerb        | Gegner Ergebnis | Rang          | Gegner Ergebnis | Rang       | Gegner Ergebnis | Rang   |
| ------------------------------------------ | ----------------- | --------------- | ------------- | --------------- | ---------- | --------------- | ------ |
| Männer                                     |                   |                 |               |                 |            |                 |        |
| Dirk Bockmühl                              | Compound – Einzel | 0:4             | 17            |                 |            |                 |        |
| Johannes Grobler                           | Compound – Einzel | 0:6             | 8             |                 |            |                 |        |
| Ben van Wyk                                | Compound – Einzel | 0:4             | 17            |                 |            |                 |        |
| Dirk Bockmühl Johannes Grobler Ben van Wyk | Compound – Team   | 228:234         | 5             |                 |            |                 |        |

### Bowls
| Athleten                                             | Wettbewerb | Qualifikation   | Qualifikation | Viertelfinale   | Viertelfinale | Halbfinale      | Halbfinale | Finale          | Finale |
| Athleten                                             | Wettbewerb | Gegner Ergebnis | Rang          | Gegner Ergebnis | Rang          | Gegner Ergebnis | Rang       | Gegner Ergebnis | Rang   |
| ---------------------------------------------------- | ---------- | --------------- | ------------- | --------------- | ------------- | --------------- | ---------- | --------------- | ------ |
| Frauen                                               |            |                 |               |                 |               |                 |            |                 |        |
| Theuna Grobler Diana Viljoen                         | Paar       |                 | 5             |                 |               |                 |            |                 |        |
| Beatrix Lamprecht Charlotte Morland Lesley Vermuleen | 3er Team   |                 | 7             |                 |               |                 |            |                 |        |
| Männer                                               |            |                 |               |                 |               |                 |            |                 |        |
| Wilhelm Erstehuizen Jean Viljoen                     | Paar       |                 | 7             |                 |               |                 |            |                 |        |
| Willem Esterhuizen Steve Peake Graham Snyman         | 3er Team   |                 | 7             |                 |               |                 |            |                 |        |

### Boxen
| Athleten         | Wettbewerb | Vorrunde 1 | Vorrunde 1 | Vorrunde 2 | Vorrunde 2 | Viertelfinale | Viertelfinale | Halbfinale | Halbfinale | Finale | Finale   |
| Athleten         | Wettbewerb | Gegner     | Ergebnis   | Gegner     | Ergebnis   | Gegner        | Ergebnis      | Gegner     | Ergebnis   | Gegner | Ergebnis |
| ---------------- | ---------- | ---------- | ---------- | ---------- | ---------- | ------------- | ------------- | ---------- | ---------- | ------ | -------- |
| Männer           |            |            |            |            |            |               |               |            |            |        |          |
| Mujandjae Kasuto | bis 69 kg  | 5:7        | 5          |            |            |               |               |            |            |        |          |
| Sakaria Lukas    | bis 56 kg  | 11:13      | 4          |            |            |               |               |            |            |        |          |
| Tobias Munihango | über 91 kg | 2:3        | 5          |            |            |               |               |            |            |        |          |
| Elias Nashivela  | bis 75 kg  | 1:22       | 5          |            |            |               |               |            |            |        |          |
| Mikka Shonena    | bis 60 kg  | 3:6        | 33         |            |            |               |               |            |            |        |          |
| Johannes Simon   | bis 52 kg  | 1:11       | 9          |            |            |               |               |            |            |        |          |
| Jafet Uutoni     | bis 49 kg  |            |            |            |            |               |               |            |            | 4:8    | 2        |

### Gewichtheben
| Athleten      | Wettbewerb  | Gewicht  | Rang |
| ------------- | ----------- | -------- | ---- |
| Männer        |             |          |      |
| Ruben Soroseb | Bankdrücken | 165,9 kg | 10   |

### Gymnastik
| Athletinnen          | Wettbewerb      | Qualifikation | Qualifikation | Finale | Finale |
| Athletinnen          | Wettbewerb      | Punkte        | Rang          | Punkte | Rang   |
| -------------------- | --------------- | ------------- | ------------- | ------ | ------ |
| Frauen               |                 |               |               |        |        |
| Kimberly-Ann van Zyl | Schwebebalken   |               |               |        |        |
| Kimberly-Ann van Zyl | Einzelwettkampf |               |               |        |        |
| Männer               |                 |               |               |        |        |
| Robert Honiball      | Barren          |               |               |        |        |
| Robert Honiball      | Boden           |               |               |        |        |
| Robert Honiball      | Pauschenpferd   |               |               |        |        |
| Robert Honiball      | Reck            |               |               |        |        |
| Robert Honiball      | Ringe           |               |               |        |        |
| Robert Honiball      | Einzelwettkampf |               |               |        |        |

### Leichtathletik
Laufen und Gehen
| Athleten       | Wettbewerb   | Runde 1   | Runde 1 | Halbfinale | Halbfinale | Finale    | Finale | Rang |
| Athleten       | Wettbewerb   | Zeit      | Rang    | Zeit       | Rang       | Zeit      | Rang   | Rang |
| -------------- | ------------ | --------- | ------- | ---------- | ---------- | --------- | ------ | ---- |
| Frauen         |              |           |         |            |            |           |        |      |
| Johanna Benson | 100 m T37    | –         | –       | –          | –          | 14,81 s   | 3      | 3    |
| Beata Naigambo | Marathonlauf | –         | –       | –          | –          | 2:36:43 h | 4      | 4    |
| Männer         |              |           |         |            |            |           |        |      |
| Reinhold Iita  | Marathonlauf | 2:20:40 h | 7       | 7          |            |           |        |      |

### Radsport
| Athleten      | Wettbewerb       | Zeit             | Rang             |
| ------------- | ---------------- | ---------------- | ---------------- |
| Männer        |                  |                  |                  |
| Dan Craven    | Einzelzeitfahren | nicht angetreten | nicht angetreten |
| Dan Craven    | Straßenradrennen | 3:54,08 h        | 12               |
| Erik Hoffmann | Einzelzeitfahren | 55:10,91 min     | 18               |
| Erik Hoffmann | Straßenradrennen | 3:54,08 h        | 16               |

### Ringen
Legende: G = Gewonnen, V = Verloren, S = Schultersieg
| Athleten        | Wettbewerb         | Achtelfinale | Achtelfinale | Viertelfinale | Viertelfinale | Halbfinale    | Halbfinale    | Hoffnungsrunde Halbfinale | Hoffnungsrunde Halbfinale | Hoffnungsrunde Finale | Hoffnungsrunde Finale | Finale        | Finale        | Rang          |
| Athleten        | Wettbewerb         | Gegner       | Ergebnis     | Gegner        | Ergebnis      | Gegner        | Ergebnis      | Gegner                    | Ergebnis                  | Gegner                | Ergebnis              | Gegner        | Ergebnis      | Rang          |
| --------------- | ------------------ | ------------ | ------------ | ------------- | ------------- | ------------- | ------------- | ------------------------- | ------------------------- | --------------------- | --------------------- | ------------- | ------------- | ------------- |
| Männer          |                    |              |              |               |               |               |               |                           |                           |                       |                       |               |               |               |
| Angula Shikongo | Freistil bis 97 kg | L. Rattigan  | V 2:6        | ausgeschieden | ausgeschieden | ausgeschieden | ausgeschieden | ausgeschieden             | ausgeschieden             | ausgeschieden         | ausgeschieden         | ausgeschieden | ausgeschieden | ausgeschieden |

### Schießen
| Athleten       | Wettbewerb | Qualifikation   | Qualifikation | Finale          | Finale | Rang |
| Athleten       | Wettbewerb | Ringe/ Scheiben | Rang          | Ringe/ Scheiben | Rang   | Rang |
| -------------- | ---------- | --------------- | ------------- | --------------- | ------ | ---- |
| Frauen         |            |                 |               |                 |        |      |
| Gaby Ahrens    | Trap       |                 |               | 88              | 3      | 3    |
| Männer         |            |                 |               |                 |        |      |
| Gielie van Wyk | Trap       |                 |               | 113             | 21     | 21   |